# Chrysopilus vacillans
Chrysopilus vacillans är en tvåvingeart som beskrevs av Walker 1858. Chrysopilus vacillans ingår i släktet Chrysopilus och familjen snäppflugor.
Artens utbredningsområde är Moluckerna. Inga underarter finns listade i Catalogue of Life.